# Адамов Пик
Ада́мов Пик (синг. ශ්‍රීපාද — Шрипада, синг. සමනළ කන්ද — Саманалаканда, там. சிவனொளி பாதமலை — Сиванолипатха Малай) — гора на острове Шри-Ланка. В переводе с сингальского означает гора бабочек. Так называют арабы и европейцы гору высотой 2243 метра, лежащую в западной части острова Шри-Ланка, в южной горной местности Конда-Уда, названной сингалами Саманеллой или Гамалель и отстоящую от Коломбо на 65 км на восток-юго-восток.
Буддисты считают эту гору священной. На её вершине, на голой, бесплодной гранитной площадке находится пространство в 21 м длиной, 10 м шириной, окруженное стеной высотой 1 м, среди которого возвышается небольшой открытый храм. Под этим храмом на выдающейся скале виден «Священный след» (Шрипада), то есть «след ноги» Будды, представляющий углубление, получившее человеческими усилиями форму ноги. Края следа окружены как будто золотой рамкой, разукрашенной драгоценными камнями. Подъём на гору довольно тяжёл, хотя совершается ежегодно тысячами паломников и туристов.
Существует легенда, что Гаутама Будда коснулся здесь земли ногой во время посещения острова. В индуизме и исламе Адамов Пик также считается священным: для первых потому, что они признают в Будде человеческое превращение Вишну (аватара). В исламе это считается следом Адама, который был низвергнут из рая на землю на остров Сарандиб, на вершину горы. На горе существуют и другие храмы и молельни.

## Галерея

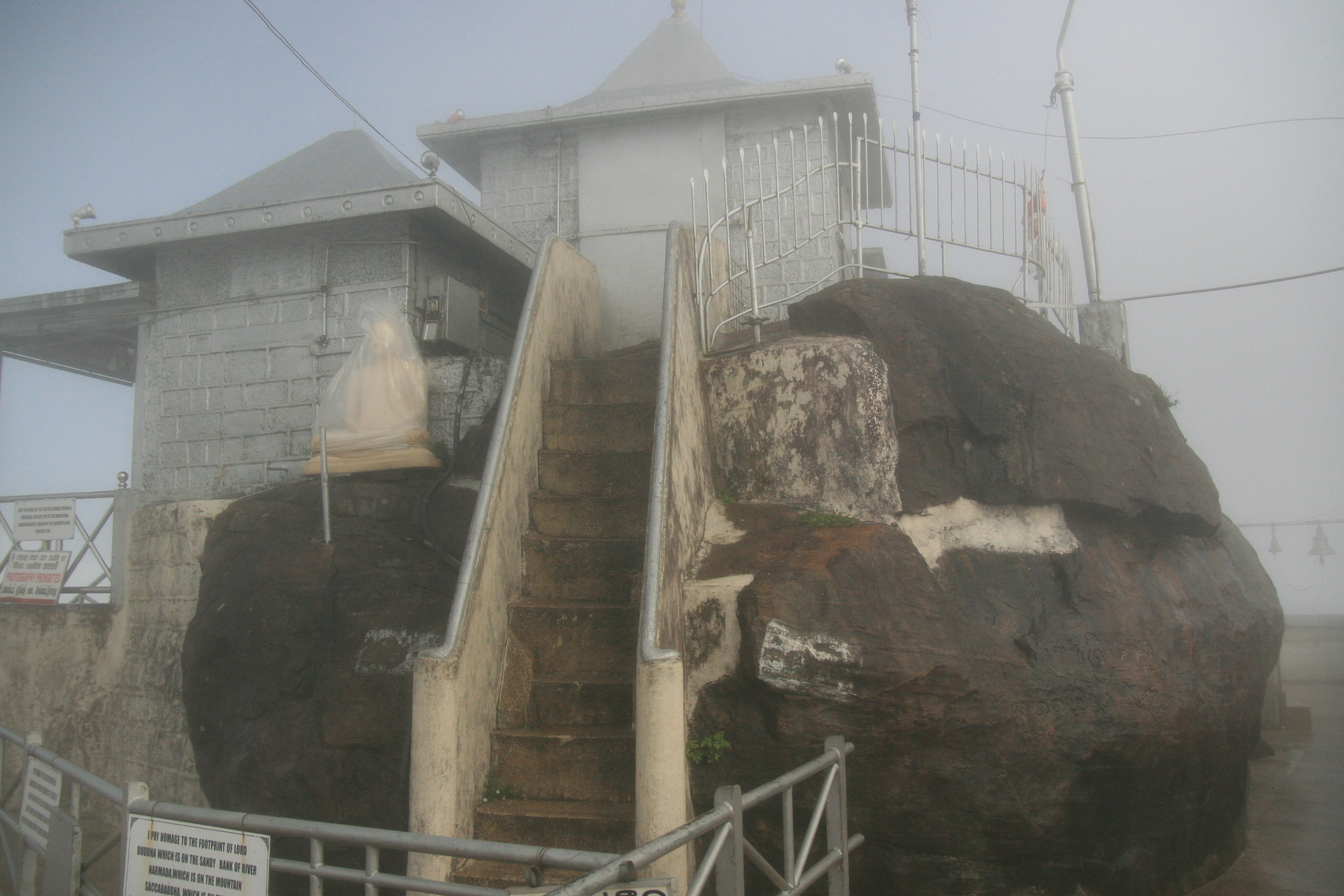
Храм на вершине Адамова Пика
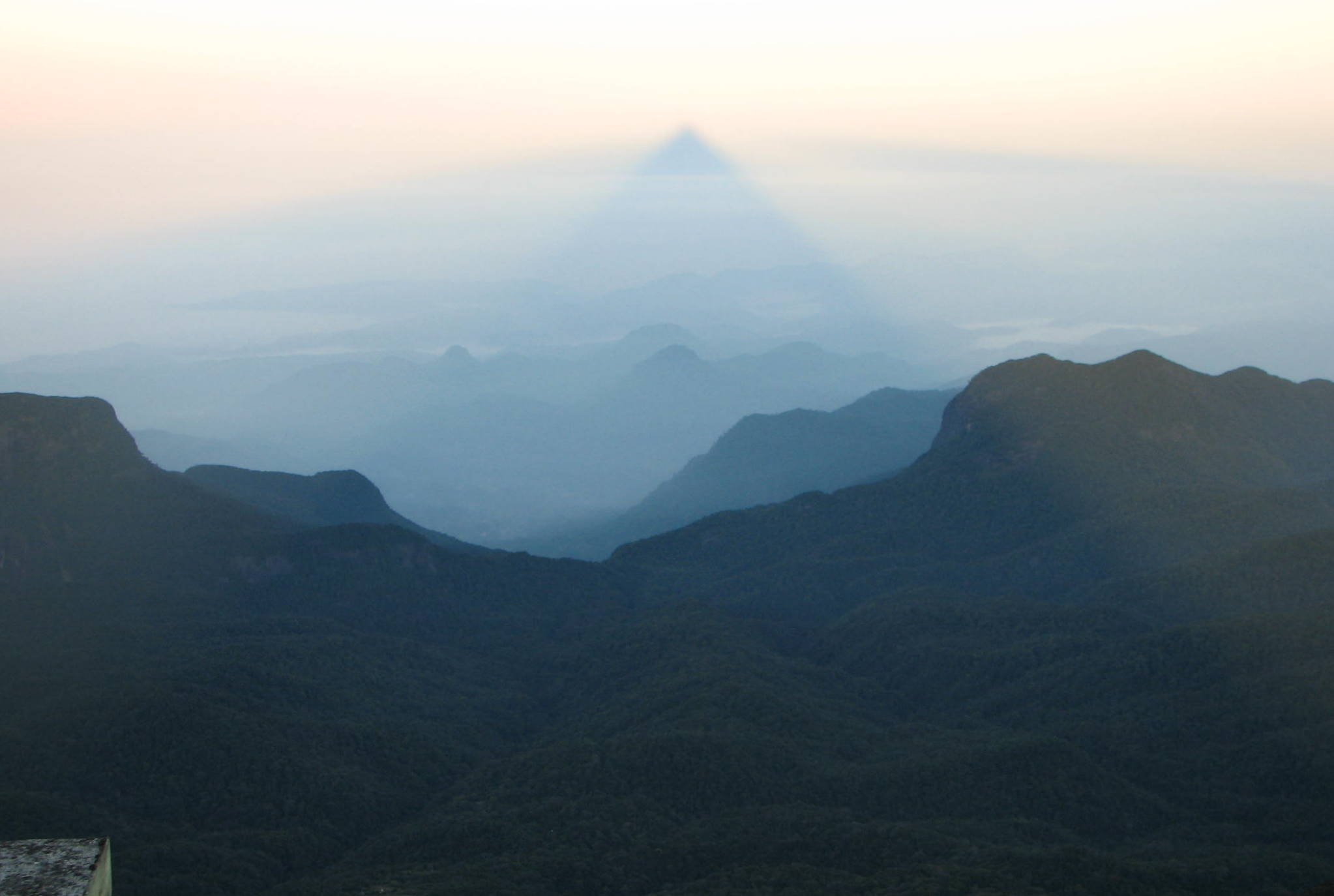
Тень от горы на рассвете
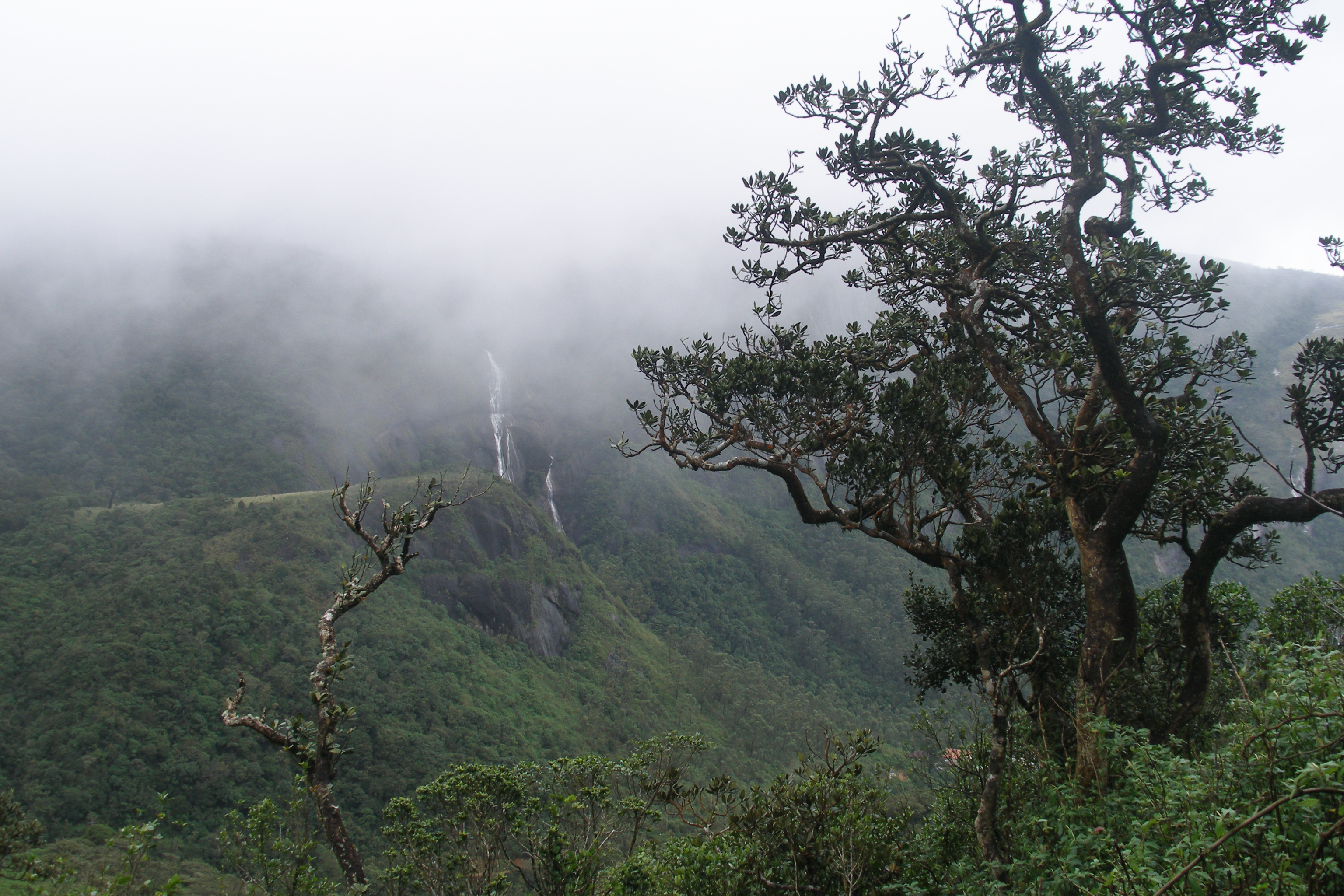
Водопады рядом с пиком
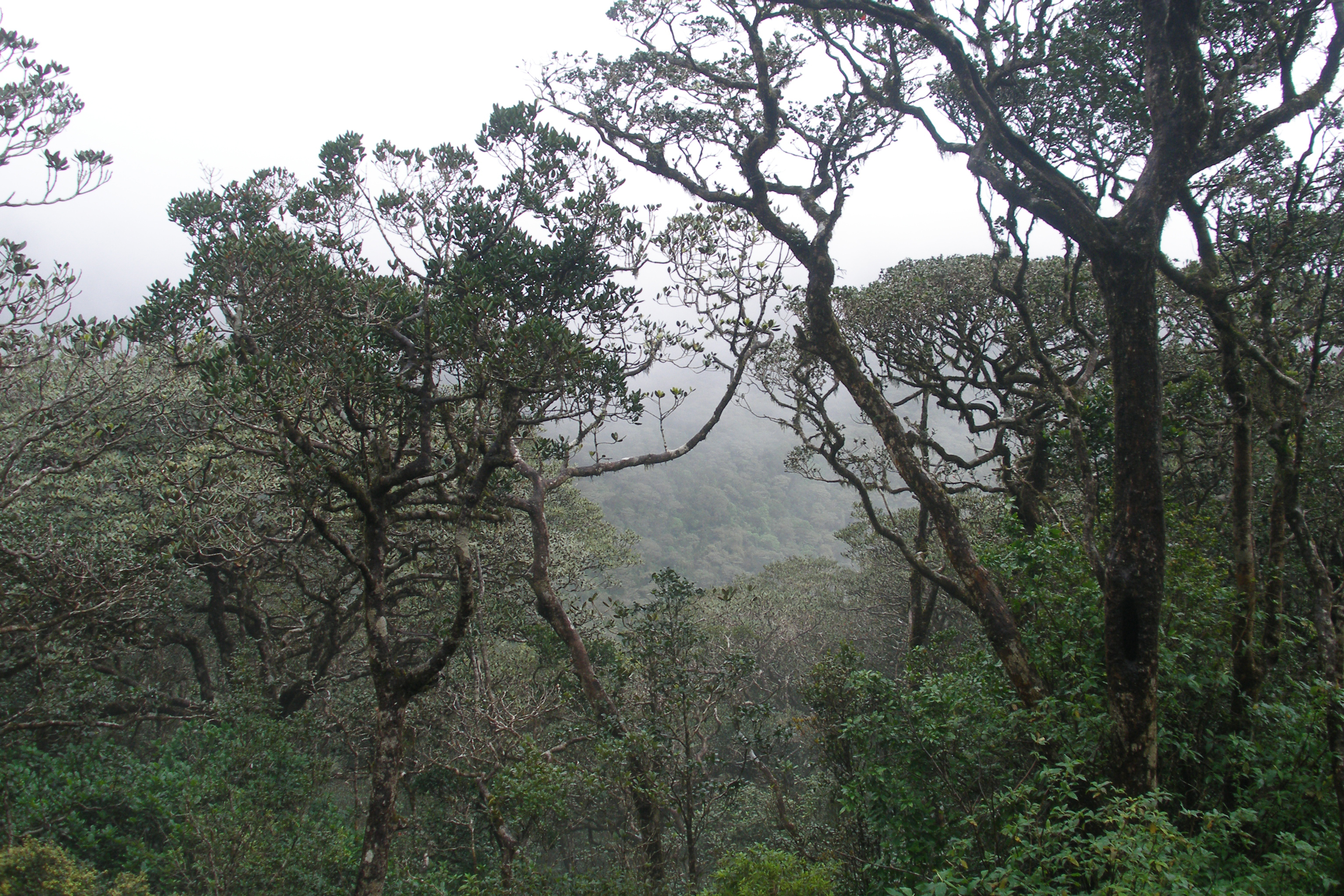
Тропический дождевой лес на склонах
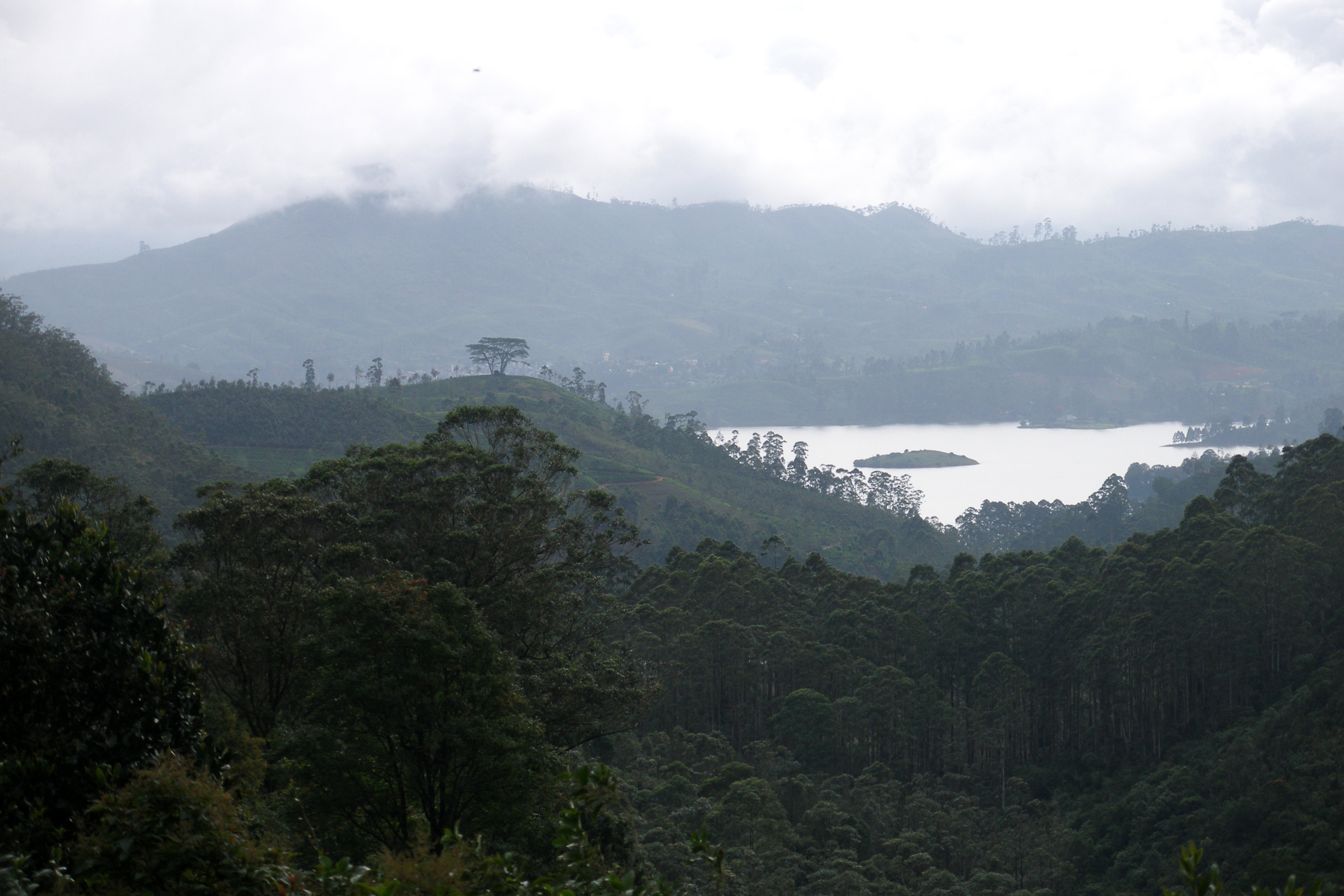
Вид на озеро Маскелия с вершины Адамова Пика
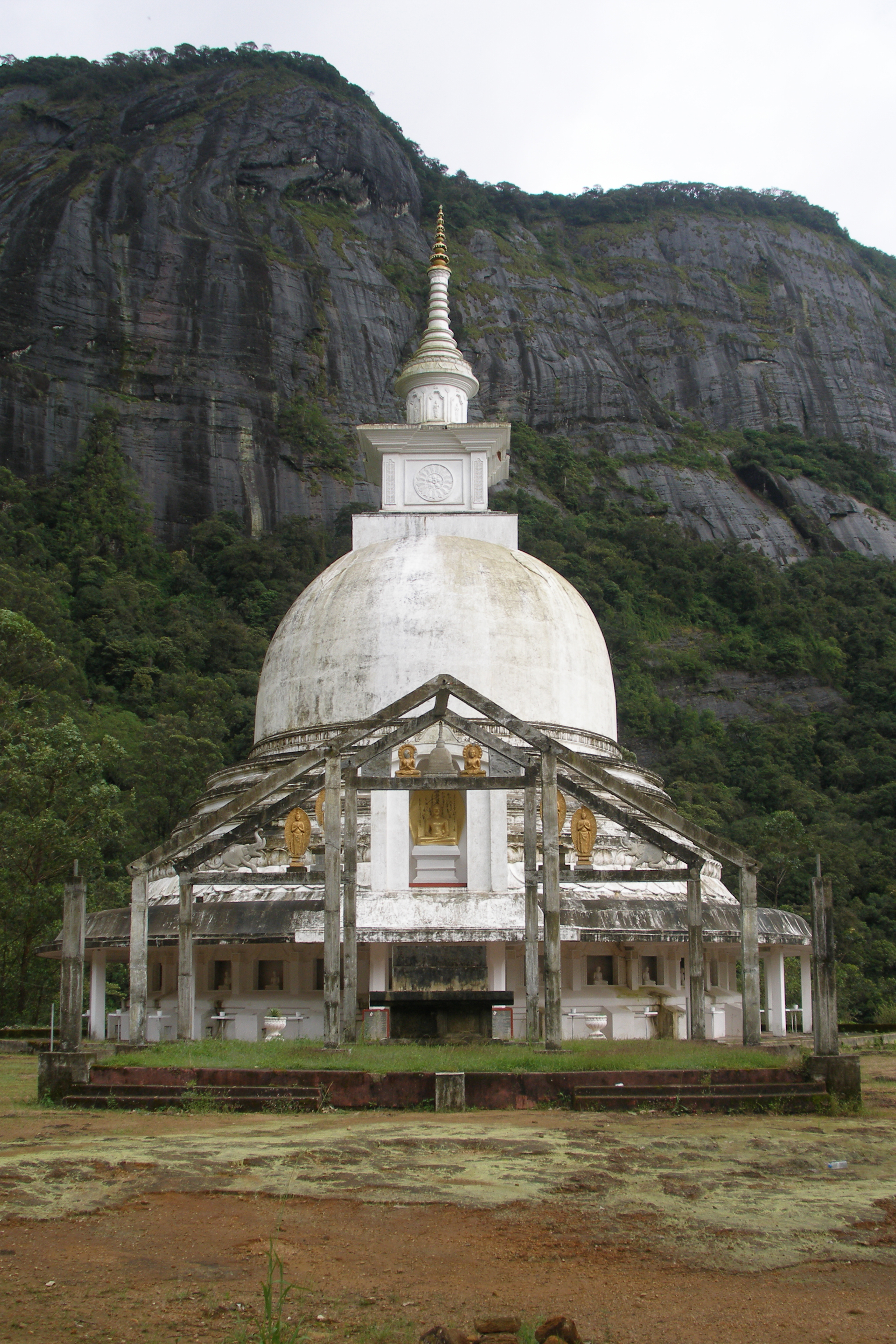
Ступа у подножья горы